# Bethausen
Bethausen je obec v župě Timiș v Rumunsku. Žije zde přibližně 2 900 obyvatel. Součástí obce je i pět okolních vesnic.

## Části obce
- Bethausen – 924 obyvatel
- Cladova – 503 obyvatel
- Cliciova – 449 obyvatel
- Cutina – 345 obyvatel
- Leucușești – 479 obyvatel
- Nevrincea – 208 obyvatel